# 雅皮拉
雅皮拉是巴西巴拉那州的一个市镇。总面积189.139平方公里，总人口4810人，人口密度25.4人/平方公里。